# Federico Ezquerra
Federico Ezquerra Alonso (Gordejuela, 10 de enero de 1909 - Sodupe, 30 de enero de 1986) fue un ciclista profesional español (1928-1944). Fue el segundo ciclista español en ganar una etapa del Tour de Francia.
Federico Ezquerra nació en la localidad de Gordejuela, Vizcaya (País Vasco), aunque era considerado natural de la vecina localidad de Sodupe (municipio de Güeñes), donde viviría hasta su fallecimiento en 1986. Está considerado como el primer gran ciclista vasco de la historia, ya que obtuvo nada menos que 87 victorias a lo largo de 19 temporadas de carrera como ciclista. Fue un buen escalador que obtuvo numerosos triunfos en pruebas pequeñas, pero también en algunas competiciones de gran prestigio, que le dieron bastante renombre.
Tras ganar sus primeras pruebas locales comenzó a destacar en 1930 cuando se proclamó Campeón de Guipúzcoa. A lo largo de su carrera destacaron sus actuaciones en la Vuelta a Levante (actual Vuelta a la Comunidad Valenciana, que ganó en 2 ocasiones y la Volta a Cataluña que ganó en 1942, ya casi al final de su carrera. En ambas pruebas se alzó con varios triunfos de etapa. En 1940 también se hizo con el Campeonato de España en Ruta.

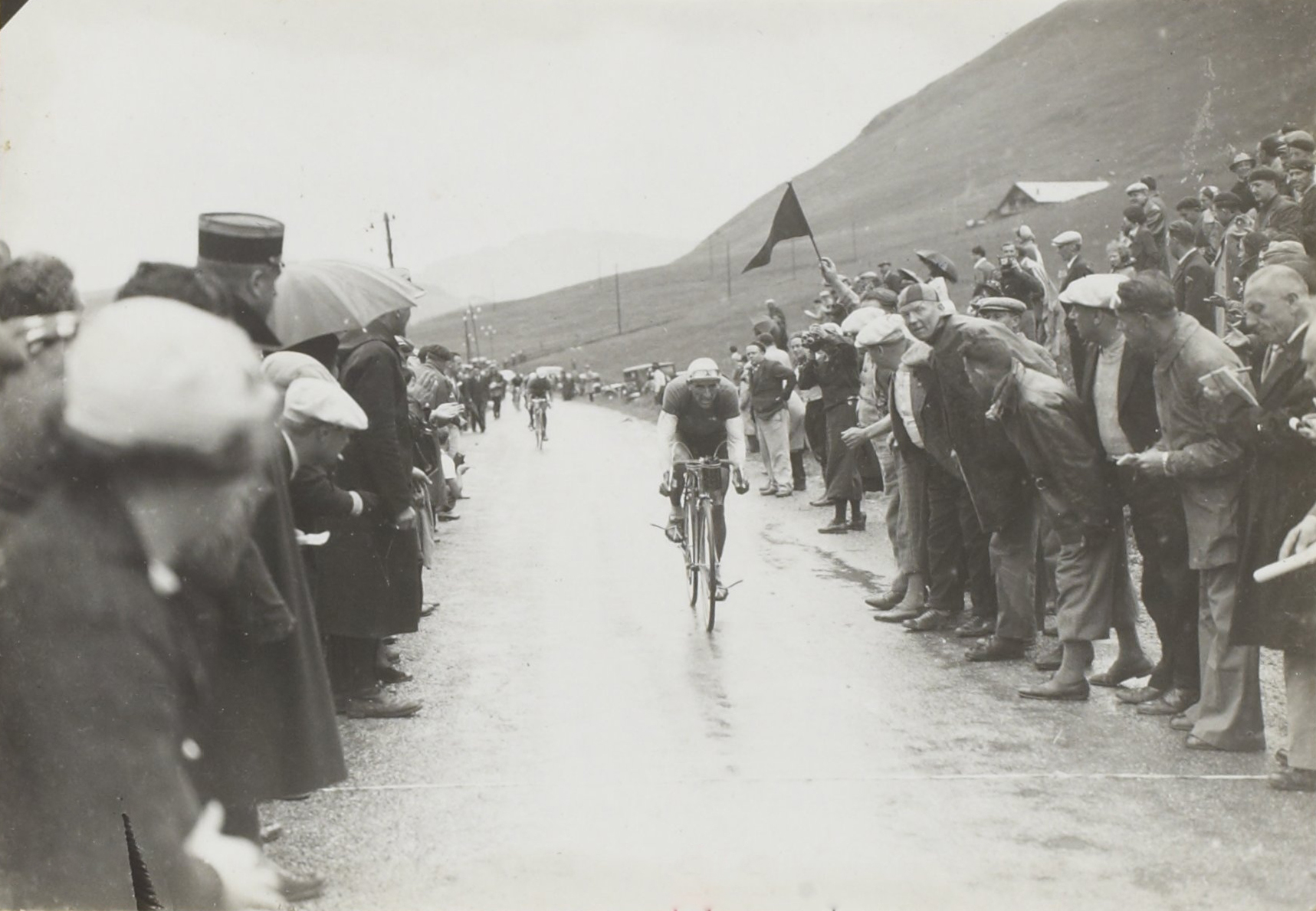
Federico Ezquerra en la cima del Col des Aravis, en el Tour de Francia 1936.

En la Vuelta a España su palmarés se limita a una victoria de etapa en la edición de 1941, que no llegó a finalizar. En el Tour de Francia participó en varias ocasiones. En su debut de 1934 tuvo una excelente actuación. Protagonizó una memorable etapa de montaña en la que estuvo escapado, llegando a coronar el mítico puerto de Galibier en solitario, estableciendo un nuevo récord en la ascensión de este puerto. Por esta acción, el periodista de L'Auto y organizador del Tour Henri Desgrange lo bautizó como el Águila del Galibier. Sin embargo, fue alcanzado por el francés René Vietto que finalmente se hizo con la etapa. Ezquerra obtuvo grandes elogios de la prensa francesa por su actuación. Logró finalizar la prueba quedando en 19.º lugar de la clasificación final.  Tras abandonar en la edición de 1935, su mejor actuación llegó en la edición de 1936, en la que ganó la etapa Niza-Cannes etapa que casualmente se disputó el 19 de julio de 1936, en los mismos días que estallaba la guerra civil española. En aquella edición terminaría en 17.ª posición de la clasificación general, lograría también la gesta de ser el primero en coronar el Galibier y el tercer puesto en la clasificación de la montaña. Su último Tour de Francia fue el de 1937, en el que abandonó.
A lo largo de su carrera como ciclista defendió los colores de varios clubes ciclistas Athletic Club, GAC, Soriano, Sociedad Ciclista Bilbaína, Orbea, RCD Español y UD Sants.

## Palmarés
| 1928 - Vuelta a Zierbana - Sestao - Colindres (Prueba Rezola) 1929 - Arrigorriaga 1930 - Vuelta a la Rioja Alta - Circuito de Luarca (Asturias) - Zestoa - Vuelta a Piqueras 1931 - Prueba de Legazpi - Bilbao - Circuito de Sodupe - Circuito de Luarca (Asturias) - G.P.Valladolid - Vuelta a Levante, más 3 etapas 1932 - Burgos - Circuito de Sodupe - Vuelta a Álava - GP Vizcaya - Circuito de Sodupe - Circuito del Montseny (Barcelona) 1933 - Subida a Santo Domingo - Gran Prueba Eibarresa - Gran Prueba de Mondragón - Vuelta a Pontevedra, más 1 etapa - 2 etapas de la Vuelta a Galicia - GP Vizcaya - 1 etapa de la Vuelta Levante 1934 - G.P. de Bilbao - Vuelta al Valle de Léniz (Arechavaleta) - G. P. Torrelavega - 1 etapa de la Vuelta a Castilla - 3.º de la Clasificación General de la Vuelta a Castilla 1935 - Valencia (Trofeo Fallas) - 2 etapas del G. P. República - 1 etapa de la Volta a Cataluña - Circuito de Guecho - GP Vizcaya - G. P. Bilbao - G. P. Alonsotegi - G. P. Aracena (Sevilla) | 1936 - Lazkao - Prueba Loinaz (Beasáin) - 1 etapa de la Vuelta a Madrid - 2 etapas de la Volta a Cataluña - 1 etapa del Tour de Francia 1938 - Bilbao - Eibar (G. P. San Juan) - GP Villafranca de Ordizia - 1 etapa de la Bilbao-San Sebastián-Bilbao 1939 - Vuelta a Álava - Cinturón de Bilbao - 1 etapa del Circuito del Norte - 1 etapa de la Vuelta a Aragón 1940 - Circuito de Pamplona - Sondika - Eibar - Campeonato de España en Ruta - Vuelta a Levante, más 3 etapas - 3.º en el Campeonato de España de Montaña - Circuito de Guecho - Vuelta a Estella - GP Villafranca de Ordizia - Circuito del Norte, más 1 etapa - Vuelta Levante, más 3 etapas 1941 - 1 etapa de la Vuelta a España - 1 etapa de la Vuelta a Mallorca - 2.º en el Campeonato de España de Montaña 1942 - 1 etapa del circuito Castilla y León-Asturias - Circuito de Guecho - Circuito del Norte, más 2 etapas - Volta a Cataluña - Circuito San Fermin Chiquito (Pamplona) - Vuelta a las Nieves (Ampuero) 1943 - Vuelta a las Nieves (Santander) 1944 - 3.º en el Campeonato de España de Montaña |

## Resultados en Grandes Vueltas y Campeonato del Mundo
Durante su carrera deportiva ha conseguido los siguientes puestos en las Grandes Vueltas y en los Campeonatos del Mundo en carretera:
| Carrera         | 1927 | 1928 | 1929 | 1930 | 1931 | 1932 | 1933 | 1934 | 1935 | 1936 | 1937 | 1938 | 1939 | 1940 | 1941 | 1942 | 1943 | 1944 |
| --------------- | ---- | ---- | ---- | ---- | ---- | ---- | ---- | ---- | ---- | ---- | ---- | ---- | ---- | ---- | ---- | ---- | ---- | ---- |
| Giro de Italia  | -    | -    | -    | -    | -    | -    | -    | -    | -    | -    | -    | -    | -    | -    | X    | X    | X    | X    |
| Tour de Francia | -    | -    | -    | -    | -    | -    | -    | 19.º | Ab.  | 17.º | Ab.  | -    | -    | X    | X    | X    | X    | X    |
| Vuelta a España | X    | X    | X    | X    | X    | X    | X    | X    | Ab.  | -    | X    | X    | X    | X    | Ab.  | -    | X    | X    |
| Mundial en Ruta | -    | -    | -    | -    | -    | -    | -    | -    | -    | -    | -    | -    | X    | X    | X    | X    | X    | X    |

-: no participa

Ab.: abandono

X: ediciones no celebradas